# Escudo de Malasia
El escudo de armas de Malasia muestra, en su parte superior una estrella de catorce puntas que representa a los trece estados y la Federación de Malasia. Anteriormente aludía a los catorce estados federados ya que Singapur abandonó la federación declarándose independiente. El creciente (luna creciente) situado debajo de la estrella, un símbolo tradicional del Islam, religión oficial de Malasia y el color dorado de ambos simbolizan la monarquía. 
Las cinco kris o keris, una daga ceremonial malaya e indonesia, situadas en la franja superior de color rojo representan los últimos estados que se incorporaron a la Federación de Malasia: Johor, Kedah, Kelantan, Perlis y Terengganu. 
Los primeros estados que integraron la federación: Negeri Sembilan, Pahang, Perak y Selangor están simbolizados por las cuatro barras verticales que figuran en el centro del escudo. Las banderas de los cuatro estados mencionados están formadas por combinaciones de alguno de los colores de las barras: en el caso de Negeri Sembilan su bandera está compuesta por los colores rojo, negro y amarillo; la bandera de Pahang es negra y blanca; Perak posee una bandera negra, blanca y amarilla; y la enseña de Selangor es roja y amarilla.
La división que figura en el lado izquierdo, en la que figura una palmera sobre un puente, es el escudo del estado de Penang (Pulau Pinang) y la división del lado derecho, en la que aparece representado el árbol de Malaca, es el escudo del estado de Malaca. 
Los escudos de Sabah y Sarawak aparecen situados en las divisiones inferiores de la izquierda y la derecha respectivamente. En el centro de la punta del escudo de armas de Malasia figura la flor nacional, el bunga raya (hibisco).
Como tenantes del escudo malayo dos figuras (soportes en terminología heráldica) de tigres rampantes en sus colores naturales, símbolos de la fuerza y el coraje.
En la parte inferior figura, escrito en una cinta, el lema “Bersekutu Bertambah Mutu” escrito en malayo romanizado y Jawi ("La unidad es la fuerza").

## Escudos históricos

### Estados Federados Malayos y Unión Malaya

Las armas de los Estados Federados Malayos y la Unión Malaya adoptadas entre 1895 a 1948.

Los orígenes del escudo de armas malayo pueden remontarse a la formación de los Estados Federados Malayos (FMS) bajo el dominio colonial del Reino Unido. En conjunto con la introducción de la bandera de los Estados Federados Malayos en 1895, el escudo de armas de la FMS fue adoptado y se mantuvo en uso desde 1895 a la formación de la Federación Malaya en 1948.
Las armas, al igual que sus sucesores modernos, incluyen un escudo, dos tigres, y una bandera, pero presentan una corona oriental en el timón, que representa los cuatro sultanatos. El diseño del escudo fue también mucho más simple; como el de la FMS, se compone de solamente cuatro estados, el escudo abarca una división trimestral "partida por la cruz" representando los colores de la bandera de los cuatro Estados Federados Malayos (del mismo modo que la bandera de los cuatro Estados Federados Malayos representa a los Estados, y los colores en los escudos de armas modernos representan los mismos estados). El lema fue originalmente escrito en Jawi como "Dipelihara Allah" (Bajo la protección de Dios) flanqueado por dos estrellas de ocho puntas. Dipelihara Allah (en español:Bajo la protección de Dios) hoy es el lema del estado de Selangor.
Si bien el establecimiento de la Unión Malaya en 1946 produjo la fusión de los cuatro Estados Federados Malayos con los cinco Estados Malayos no Federados y dos de las Colonias de los Estrechos (excluyendo Singapur), las armas de los Estados Federados Malayos se mantuvieron sin cambios en el uso como escudo de armas de la Unión durante dos años antes de la disolución de la Unión.

### Federación Malaya

Las armas de la Federación Malaya en uso entre 1948 y 1963, basadas fuertemente en las armas de la FMS, servirían como base de las armas actuales de Malasia.

La fundación de la Federación Malaya en 1948 llevó a una revisión de las armas. Entre los cambios están una representación más completa de los 11 estados de la federación en el escudo (donde nuevas particiones contienen insignias de los otros estados añadidos superpuestos sobre los colores originales de la FMS), la sustitución de la corona oriental con una media luna amarilla y una estrella federal de 11 puntas (símbolos que representan los 11 estados que se derivan de la bandera de la Federación Malaya). El lema original Jawi también fue sustituido por "Unity is Strength" ("La unidad es la fuerza") en Inglés y Malayo Jawi.
Al momento de su adopción, el escudo estaba compuesto de los siguientes elementos:
- En el jefe, las cinco krises que representan a los Estados Malayos no Federados;
- En palo, los colores cuartelados de la FMS;
- En la diestra, las plumas del Príncipe de Gales, y las ondas del escudo de armas de Penang; y
- En la siniestra, un portón de A Famosa (La Famosa) del escudo de armas de Malaca.

## Malasia

Las armas de la Federación de Malasia en uso entre 1963 y 1965, con tres nuevos estados miembros añadidos a la parte inferior: Sabah, Singapur y Sarawak.

Las armas se modificaron una segunda vez después de la formación de Malasia, con la admisión de Singapur y de los estados de Borneo, Colonia Real del Norte de Borneo (Sabah) y Colonia Real de Sarawak, en 1963. El aumento en el número de estados de la federación resultó en la modificación del diseño original en cruz a un diseño de 4 paneles en una sola fila para acomodar los tres nuevos estados miembros en la parte inferior, y el aumento de anchura del escudo. Los tigres fueron rediseñados para asumir posiciones diferentes de sus extremidades (las extremidades frontales llegando sobre y detrás del escudo, y las extremidades traseras pasando sobre el lema y el escudo), y los ajustes menores también se hicieron en la apariencia del estandarte y el tamaño de la luna, mientras que la estrella federal de 11 puntas se actualizó para tener 14 puntas. En concordancia con la declaración del malayo como el lenguaje nacional de Malasia, el lema en inglés fue reemplazado por una versión en malayo.
Las tres nuevas divisiones en la parte inferior del escudo originalmente representaban, de izquierda a derecha, a Sabah, Singapur y Sarawak, y permanecerían así aún después de la expulsión de Singapur en 1965 hasta la tercera modificación de las armas en 1973. Singapur estaba originalmente representada por una media luna blanca y un pentágono de cinco pequeñas estrellas de cinco puntas sobre un campo rojo, todo lo cual se derivaba de su escudo estatal de armas. Para 1973 se agregó un hibisco en lugar de la insignia de Singapur.
Al momento de la revisión de las armas en 1963 se hizo un cambio adicional: la insignia colonial de Malaca, A Famosa (en castellano: La Famosa), fue reemplazada por un árbol de Malaca. Otras insignias estatales harían cambios similares cuando las armas fueron modificadas en los años subsiguientes en un esfuerzo por eliminar las restantes connotaciones coloniales y los sìmbolos sugestivos de religiones no islámicas. Las plumas del Príncipe de Gales y las almenas de Penang fueron reemplazadas gradualmente, primero sustituyendo las plumas con una palma de Pinang y más tarde las almenas con el Puente de Penang (el cual fue construido y completado en la década de 1980). La insignia de Sarawak, que antes de 1963 tenía una cruz y una corona fue reemplazada por las armas estatales actuales; igualmente Sabah, que originalmente se representaba solo por su bandera sostenida por un par de brazos antes de 1963, revisó su escudo de armas para presentar la versión actual en su totalidad.
Una revisión posterior también dio lugar a una apariencia más realista y agresiva de los tigres.

El actual escudo de armas aparece en la bandera de Putrajaya - significando la importancia de Putrajaya como la nueva sede del gobierno malayo

| Coat of arms of Malaysia (1963-1965).                   |
| Escudo de armas de Malasia usado desde 1963 hasta 1965. |

| Coat of arms of Malaysia (1965-1975).                                                    |
| Escudo de armas de Malasia usado desde 1965 hasta 1975. Singapur abandonó la Federación. |

| Coat of arms of Malaysia (1975-1988). |
| Escudo de armas de Malasia usado desde 1975 hasta 1988. Sarawak cambió su bandera del estado y lo cambió de nuevo debido a la similitud de la bandera checa. |

| Arms of the Yang di-Pertuan Agong of Malaysia                       |
| Las armas reales de su Majestad el Yang di-Pertuan Agong de Malasia |

## Usos
Las armas fueron adoptadas en varias banderas estatales. El Estandarte Real del Yang di-Pertuan Agong (en español: Gobernante Supremo), la bandera de los Territorios Federales y la bandera de Putrajaya todos cuentan con las armas cargadas en el centro, en gran parte sin modificar.